# God’s Club
God’s Club es una película estadounidense del género drama de 2016, dirigida por Jared Cohn, escrita por John Chadwell, musicalizada por Will Musser, a cargo de la fotografía estuvo Ben Demaree y el elenco está compuesto por Stephen Baldwin, Corbin Bernsen, Lorenzo Lamas y Alison MacInnis, entre otros. Este largometraje se estrenó el 1 de marzo de 2016.

## Sinopsis
Una discusión acerca de posibilitar la oración en los colegios enfrenta a los cristianos contra los que no creen en dios.